# Шелковский сельсовет (Московская область)
Шелковский сельсовет — упразднённая административно-территориальная единица, существовавшая на территории Московской губернии и Московской области до 1977 года.
Шелковский сельсовет был образован в первые годы советской власти. По данным 1919 года он входил в состав Шелковской волости Верейского уезда Московской губернии.
27 февраля 1922 года Верейский уезд был упразднён и Шелковская волость вошла в Можайский уезд.
В 1927 году из Шелковского с/с были выделены Дороховский и Хомяковский с/с.
В 1929 году Шелковский сельсовет вошёл в состав Верейского района Московского округа Московской области. При этом к нему присоединён Хомяковский с/с.
14 июня 1954 года к Шелковскому с/с был присоединён Крымский с/с.
3 июня 1959 года Верейский район был упразднён и Шелковский с/с вошёл в Наро-Фоминский район.
1 февраля 1963 года Наро-Фоминский район был упразднён и Шелковский с/с вошёл в Можайский сельский район. 11 января 1965 года Шелковский с/с был передан в восстановленный Рузский район.
28 марта 1977 года Шелковский с/с был упразднён. При этом селения Абакумово, Архангельское, Берёзкино, Головинка, Грибцово, Дворики, Землино, Кантемирово, Купля, Мишинка, Петрищево, Строганка, Усадково, Шелковка, Ястребово и посёлок Космодемьянский были переданы в Колодкинский с/с (переименован при этом в Космодемьянский), а Анашкино, Болтино, Дубки, Капань, Крымское, Ляхово, Труфановка и Хомяки — в Одинцовский район (при этом был образован Крымский с/с).